# 富士河口湖町立船津小学校
富士河口湖町立船津小学校（ふじかわぐちこちょうりつ ふなつしょうがっこう）は、山梨県南都留郡富士河口湖町船津にある公立小学校。
児童数約570名と、富士河口湖町内では最大の小学校である。

## 沿革
概要・現在は新しい新校舎が建設され、より快適な教育環境が整っている。(2020年完成)
そのため旧校舎は取り壊され、右の写真のような校舎は残っていない。手前(右側)・体育館　
奥(左側)・旧校舎
- 1874年（明治7年） - 開校。
- 1956年（昭和31年）9月30日 - 南都留郡船津村など4村が合併し河口湖町が発足したのに伴い、河口湖町立船津小学校と改称。
- 2003年（平成15年）11月15日 - 河口湖町などが町村合併し富士河口湖町が発足したのに伴い、富士河口湖町立船津小学校と改称。

## 通学区域
- 富士河口湖町 船津、浅川

卒業生は基本的に河口湖南中学校組合立河口湖南中学校へ進学する。

## 周辺
- 河口湖
- 山梨県立富士河口湖高等学校
- 河口湖郵便局

## アクセス
- 富士山麓電気鉄道 河口湖駅から北西へ200m。